# Forsstroemia indica
Forsstroemia indica là một loài Rêu trong họ Leucodontaceae. Loài này được (Mont.) Paris mô tả khoa học đầu tiên năm 1896.